# Aciphylla anomala
Aciphylla anomala är en flockblommig växtart som beskrevs av Harry Howard Barton Allan. Aciphylla anomala ingår i släktet Aciphylla och familjen flockblommiga växter. Inga underarter finns listade i Catalogue of Life.